# Machine Gun
A "Machine Gun" című dal Jimi Hendrix 1970-es koncertjeinek állandó darabja volt. Bár sohasem vette fel stúdióban, több más koncertalbum mellett a The Jimi Hendrix Experience: Live at Berkeley (The Second Set), a Blue Wild Angel: Jimi Hendrix Live at the Isle of Wight, valamint a Band of Gypsys című albumon is megjelent. Ez utóbbit gyakran Hendrix legnagyobb teljesítményének tartják, egyesek azonban azt is kijelentették, hogy a legjobb dal, amit valaha elektromos gitárral előadtak.
Hendrix a dalt először 1969 szeptemberében adta elő Mitch Mitchell dobos és Billy Cox basszusgitáros társaságában, a Dick Cavett Showban, tiltakozásként a vietnámi háború ellen. A dal meglehetősen hosszú, koncerteken 10-20 percig is játszották. A szöveg és a gitárszóló koncertről koncertre változott, de az egyedi basszus szólam és a gépfegyver hangját utánzó dobképlet ugyanaz maradt. A dal egy könnyen felismerhető, gépfegyverhangot utánzó gitárriffel kezdődik, amit Hendrix egy Univibe pedállal állított elő. Ezután a basszusgitár és a dob is bekapcsolódik. A rövid szöveg – ami állandóan változott – egy katona szemszögéből láttatja az eseményeket.
A Band of Gypsys verziójában Hendrix mellett Buddy Miles is énekel. A "Machine Gun" kitűnő példa arra, hogy Hendrix milyen bravúrosan és céltudatosan használta az effekteket: a wah-wah pedált, az Arbiter Fuzz Facet, a Univibe- és az Octavia pedált és a visszacsatolást (feedback).
1969. augusztus 18-án, a woodstocki fesztiválon Hendrix a "Machine Gun" bevezető riffjével kezdte a "Hear My Train a-Comin'" című dalt.
A Guitar World magazin olvasói a 100 Greatest Guitar Solos listájukon a 32. helyre sorolták a dalban szereplő gitárszólót.